# マイク・ビーブ
ミッキー・デイル・ビーブ（Mickey Dale "Mike" Beebe、1946年12月28日 - ）は、アメリカ合衆国の政治家、弁護士。所属政党は民主党。第45代アーカンソー州知事（2007年 - 2015年）、第54代アーカンソー州司法長官（2003年 - 2007年）、アーカンソー州上院議員（1983年 - 2003年）などを務めた。

## 経歴
1946年12月28日にアーカンソー州アマゴンに誕生し、アーカンソー州立大学とアーカンソー大学を卒業した。彼は1982年にアーカンソー州上院議員に選出される前、弁護士として個人事務所で働いていた。その後、1983年から2003年まで5期、アーカンソー州上院議員を務め、最後の一期は上院議長も務めた。その後、2002年にアーカンソー州司法長官に選出され、2003年から2007年まで務めた。
2006年にアーカンソー州知事選挙に出馬して民主党予備選挙で勝利し、本選挙ではエイサ・ハッチンソン元下院議員に対して得票率55パーセントを得て勝利した。2010年の州知事選挙ではアーカンソー州のジム・キート元上院議員に対して得票率65パーセントで圧勝して再選された。アーカンソー州知事は3選が禁止されているため、2014年の州知事選挙には出馬せず、2015年1月13日に退任した。
現在はワシントンD.C.においてバイパルティザン・ポリシーセンターの知事評議員を務めている。

## 生い立ち
アーカンソー州ジャクソン郡にあるアマゴン(en)という小さな町に生まれる。母親によって育てられ、父親と会ったことはない。幼少期より家族とともに引っ越しを繰り返し、デトロイト、セントルイス、シカゴ、ヒューストン、アラモゴード、ニューメキシコなどに住んだ。1964年、17歳で高校を卒業した後、アーカンソー州ニューポートに移り住む。
1968年にアーカンソー州立大学で政治学の学士号を取得する。同大学に在学中、Sigma Piフラタニティのメンバーとして活動した。その後、1972年にアーカンソー大学で法務博士号を取得する。また1968年から1972年までアメリカ陸軍予備隊に所属していた。
ロー・スクールを卒業し、アーカンソー州のBAR試験に合格したのち、アーカンソー州サーシーにある個人弁護士事務所「Lightle, Beebe, Raney, Bell, and Hudgins」に10年間勤務する。その間、ホワイト郡 (アーカンソー州)のBARのメンバーやアーカンソー法廷弁護士協会のメンバーを務める。また1974年から1979年までアーカンソー州立大学の理事を務める。

## 初期の政治キャリア
1982年、当時の現職アーカンソー州上院議員が突如、辞職したことにより、無投票でアーカンソー州上院議員に選出された。そしてその後、20年間にわたって議員を務める。20年間の州上院議員在職中、最も現実的なで効果的な立法者として知られ、政敵などが現れることはなかった。州上院議員として最後の任期中はアーカンソー州上院議長を務めた。2002年、第54代アーカンソー州司法長官に選出され、知事選に勝利するまで4年間務めた。

## アーカンソー州知事

### 知事選挙

#### 2006年
2005年6月14日、アーカンソー州知事選挙の民主党候補となる。2006年11月7日の本選において、共和党の元下院議員で麻薬取締局長官だったエイサ・ハッチンソン及びアメリカ緑の党の候補者、無所属で出馬したロッド・ブライアンを破り、55%の得票率を得て、当選した。
2007年1月9日に正式にアーカンソー州知事に就任する。また2008年から2009年まで民主党知事協会執行委員に選出される。

#### 2010年
彼は共和党の前議員であったジム・キートからの挑戦を受ける。当時のティーパーティー運動の台頭にもかかわらず、州知事に四年の任期制が導入されて以来、最も多くの得票数を獲得し、州内にある75の全ての群で勝利した。

### 一期目
公式サイトにおいて、就任直後から取り組んだ諸政策のいくつかが概説されている。一期目は均衡のとれた財政計画の策定や州の食料品にかかる税金の減税、また住宅財産税額控除を引き上げることによって中産階級の税額を引き下げる政策を実施した。
特に教育改革に重点的に取り組んだ。特別な支援を必要とする学生に対して年間1900万ドルを費やすことを発表し、教員の給与を上げることにより教師の質を向上させ、優秀な生徒に教育の機会を与え、若い教師が州内の農村部でも働くことができるプログラムを策定した。また社会保障の私的口座を確立することに反対した。
ヘルスケアをより使い易く、手頃な価格になるように「12ポイントプラン」を策定した。同プランには、民間企業による保険の低価格化、メディケイドの拡大、病気疾患の予防ケアの提唱、学校保険診療所の拡大、介護老人福祉施設の代替として家庭や地域コミュニティを活用する提案などが含まれている。

### 二期目
2011年11月、「もし議会が高速道路のための増税法案を可決し、それが合理的であるならば署名する」と述べ、高速道路建設のために増税を行うことを支持する。
2012年1月、47億ドルの州予算のうちの1億6000万ドルの資金調達を提案した。彼は1億1000万ドルを州保険福祉局、5600万ドルを公立学校の拡充に使うことを呼びかけた。また400万ドルの赤字を計上し、36名を解雇した州林業委員会への監査を指示した。
2012年の中間選挙において、1874年以来初めて、共和党が両院の議席の多数を占めた。これにより彼は共和党が多数を支配する議会に初めて直面した民主党のアーカンソー州知事となった。2013年の議会における施政方針演説において、メディケイドの拡充を表明した。同年4月、連邦メディケイド予算を使い数千人の低所得者のために民間保険を購入する州の「プライベートオプション法」を議会に提出した。法案が成立するためには議会の3分の2以上の賛成が必要だが、共和党が多数の議会はこれを承認した。
アーカンソー大学の世論調査によると、知事在職中に支持率が70%を下回ることはなかった。FiveThirtyEight Blogは「彼の超越した魅力と、アーカンソーが人気の高い民主党大統領(ビル・クリントン)を輩出したことを踏まえれば、知事としての任期が終わる2014年以降、彼は2016年米国大統領選の候補者になる可能性がある」と伝えた。
任期満了の二ヶ月前にあたる2014年11月12日、麻薬所持によって有罪となった自身の息子を恩赦すると述べた。

## 私生活

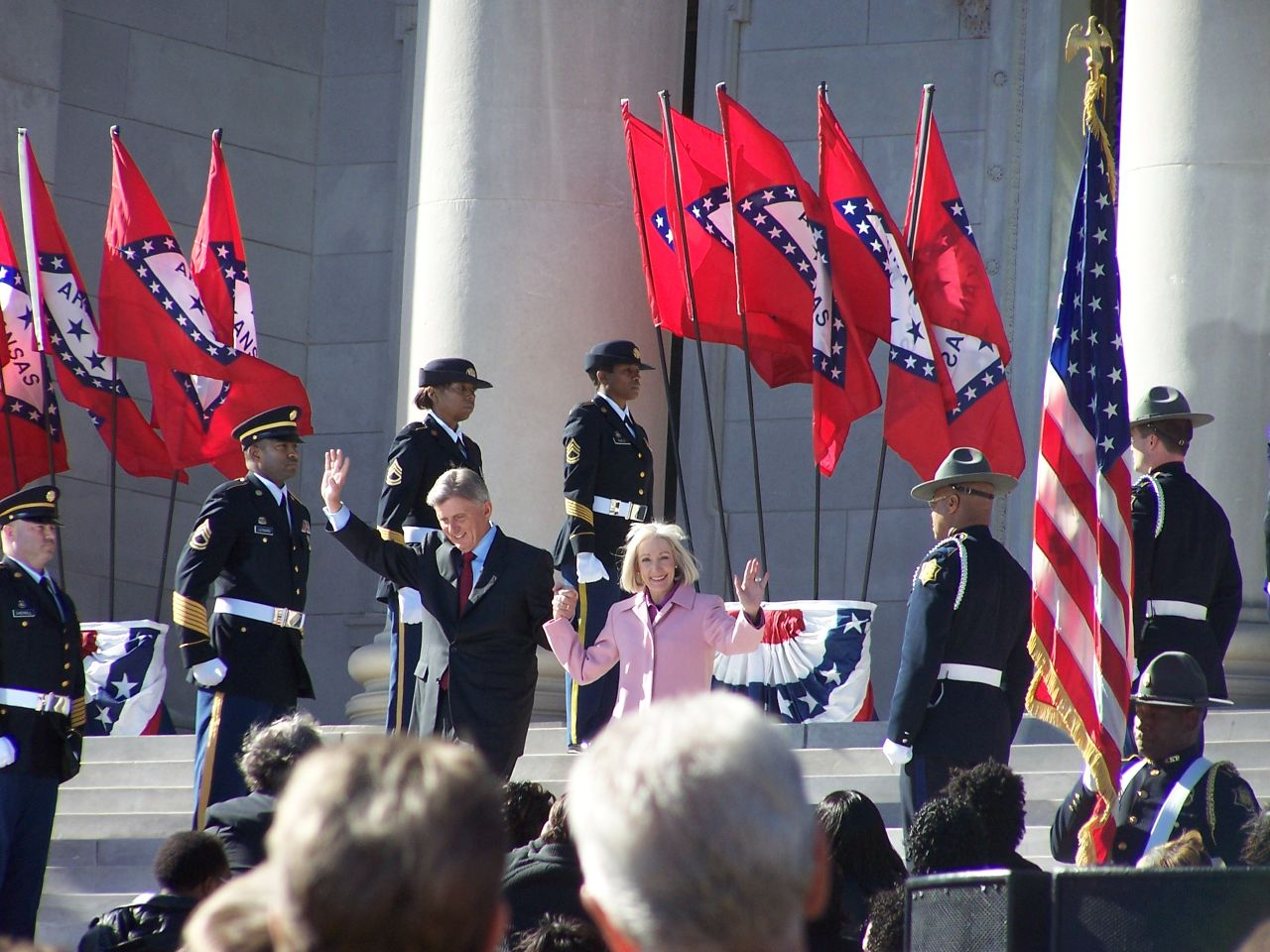
2007年1月9日、アーカンソー州リトルロックでの知事就任式において

妻のジンジャーと三人の子供、7人の孫がいる。